# Puig Castellet (Rupit i Pruit)
El Puig Castellet és una muntanya de 1.076 metres que es troba al municipi de Rupit i Pruit, a la comarca d'Osona.